# Las Hormazas
Las Hormazas est une commune d'Espagne dans la communauté autonome de Castille-et-León, province de Burgos. Elle s'étend sur 36,58 km2 et comptait environ 111 habitants en 2011.